# Daugai
Daugai es una ciudad de Lituania, capital de la seniūnija homónima en el municipio-distrito de Alytus de la provincia de Alytus.
En 2011, la ciudad tenía una población de 1170 habitantes.
Se conoce la existencia de la localidad en documentos desde 1384, cuando las crónicas de la Orden Teutónica mencionan que sus tropas pasaron por aquí para dirigirse hacia Trakai y Vilna. En los siglos XIV y XV fue una importante fortificación de los duques del Gran Ducado de Lituania. En 1503, Alejandro I Jagellón le dio el título de ciudad. El asentamiento medieval quedó despoblado por las guerras, hambrunas y epidemias a principios del siglo XVIII; la actual Daugai es el resultado de la repoblación a lo largo de ese siglo, en el que la localidad refundada recibió derechos de mercado en 1742 y el Derecho de Magdeburgo en 1792. Durante la ocupación de la zona por el Imperio ruso, fue una ciudad muy activa en el Levantamiento de Enero de 1863 y en la revolución rusa de 1905. Su estatus de ciudad fue ratificado en 1956 por la RSS de Lituania.
Se ubica unos 20 km al este de la capital provincial Alytus, sobre la carretera 128 que lleva a Valkininkai.